# 加納久朗
加納 久朗（かのう ひさあきら、1886年〈明治19年〉8月1日 - 1963年〈昭和38年〉2月21日）は、日本の銀行家、政治家。子爵。千葉県一宮町出身。元千葉県知事、元国際決済銀行取締役、副会長。父は、最後の上総国一宮藩主であった加納久宜。

## 人物
1886年8月1日、子爵加納久宜・文子の次男として東京府小石川の私邸に生まれる。兄・久元は夭逝していたため、事実上の嫡男であった。
1894年、県知事に任命された父に従い鹿児島県に移り、その後現地に赴任してきたアメリカ・オランダ改革教会宣教師ピークから英語とキリスト教を弟の久憲とともに学ぶ。
1900年、久宜が鹿児島県知事の業務を辞して一家は東京へ戻り、父が設立に関わった学習院中等科へ編入した。学習院在学中、内村鑑三の薫陶を受ける。
1909年、東京帝国大学法科大学政治学科に入学。在学中に青年会を創設して、一宮町長となり農村青年の研修に尽力していた父久宜を補佐する。華族でありながら『これからの日本』と題した政府批判本を発行し、発禁処分を受ける。これに対し片山潜から驚きと感激の手紙を寄せられている。
帝大卒業後は、父の町政業務を1年間手伝った後、国際為替銀行として日本の貿易金融を一手に担っていた横浜正金銀行へ入行。ニューヨークやロンドン赴任時に都市での高層住宅での暮らしや田園都市構想に接する。
ロンドンにて駐英大使吉田茂の親交を得、日英経済人の交流・対話に尽力し、牧野伸顕・近衛文麿・木戸幸一・原田熊雄ら軍の横暴に批判的な華族グループと連絡を取り合った。ロンドン支店支配人となって国際決済銀行理事会副会長にも就任。取締役として同行北支最高責任者として経済情勢分析などにあたる一方、木戸幸一に蔣介石政権の真意や国民党と共産軍の意図など、現地の政治情勢を報告する（「重慶情報」）。政府要人に対して非戦を主張したため、一時帰国時には監視がつけられた。「金を借りておいて戦争になるから利息を支払わないでは通らない」と東條政権の指示を拒絶して第二次世界大戦中も日本国債の利払いを継続し、戦後の日本の信用力確保に寄与した。その後香港占領に対するイーデン外務大臣の非難演説に公開状で反論し、拘束されて後に帰国。
北京で終戦を迎え、戦後の混乱の収拾に尽力した。
公職追放解除後はGHQと財界の連絡役として活躍し、ドッジ・ライン実施に際しては、ジョゼフ・ドッジに意見表明と情報提供を行う。国際文化振興会会長等を経て、三木武吉の推薦により1955年日本住宅公団初代総裁に就任。ステンレス流し、シリンダー錠など住宅部品の導入を発案、普及のために尽力するなど多大な功績を残した。
1958年、東京湾の埋め立て開発を提唱（ 『東京湾埋立による新東京建設提案』）。「農林省出身の柴田は、千葉県を開発する気がない」と現職の柴田等の追い落としを図る川島正次郎や水田三喜男らをはじめとする、自民党や財界の推挙により、1962年千葉県知事選挙に出馬し当選するが、在任110日で急逝。開発政策は友納武人知事に引き継がれた。
カナモジカイの有力メンバーで、福田恆存を相手に論戦したり県庁内の応接室を「オオセツマ」と表記させるなど実行に熱心であった。

## 略歴
- 1886年8月 子爵加納久宜の次男として生まれる[19]
- 1906年8月 従五位に叙せられる[6]
- 1909年 東京帝国大学入学（同期に重光葵、芦田均）、伊藤多津[注釈 3]と結婚[6][20]
- 1911年7月 東京帝国大学法科大学政治科卒業[19]
- 1912年10月 横浜正金銀行入行[19]
- 1915年 大連支店赴任[21][22]
- 1917年 ニューヨーク支店赴任[21]
- 1919年2月 父久宜死去[21][23]
- 1917年 ロンドン支店赴任[19][21]
- 1921年12月 ロンドン支店支配人代理
- 1924年 カルカッタ支店長赴任（ボンベイ支店長兼任）[21]
- 1934年3月 ロンドン支店支配人[19]
- 1935年5月 妻多津がロンドンで客死[19]
- 1939年5月8日 国際決済銀行理事会副会長[19]
- 1943年3月 横浜正金銀行取締役[19]
- 1946年
  - 1月 終戦連絡中央事務局次長[19]
  - 3月 食糧対策審議会理事委員、賠償協議会委員・幹事長[19]
  - 4月 国際文化振興会理事長[19]
  - 6月 日本競馬会副理事長
  - 8月 公職追放[24]
- 1947年
  - ４月 不二越鋼材工業取締役[19]
  - 10月 太平洋文化協会会長[19]
- 1949年10月 三興製紙監査役[19]
- 1950年12月 函館ドック取締役会長[19]
- 1951年
  - 1月 日産汽船[注釈 4]監査役[19]
  - 4月 日本レミントンランド取締役社長[19]
  - 10月 真珠貝採取取締役[19]
  - 11月 国際電気取締役[19]
- 1953年10月 日本軽金属取締役[19]
- 1954年1月 参議院千葉県補欠選挙に無所属で立候補するが落選[25]。
- 1955年7月 日本住宅公団初代総裁[19]
- 1962年11月 千葉県知事[19]
- 1963年2月12日 知事在職のまま急逝[19]

## 著作
- 『戦時世界経済の諸問題』日本経済連盟会、1943年、小冊子
- 『新しい首都建設』時事通信社、1959年
- 『世界の国造り』時事通信社「時事新書」、1961年
- 菅谷重二共著『水資源』時事通信社「時事新書」、1962年
- 『東京と水・水・水』太平洋協会、1962年、小冊子

## 語録
- 歴史認識のない政治や外交は根のない花である[26]

## 家系
加納氏は三河国加納村発祥である。明確でないが藤原氏末流とされている。ただし、父・久宜は養子として加納家に迎えられている。
3代前の加納家当主加納久徴も読みが「ひさあきら」であったため、家中の者は久徴を「きゅうちょう」、久朗を「きゅうろう」と読み分けていた。

## 家族・親族
- 曾祖父・立花種周（筑後三池藩第6代藩主）
- 祖父・立花種道
- 父・加納久宜（上総国一宮藩主、鹿児島県知事、一宮町長）
  - 弟・加納久憲（農学者、キリスト教牧師[3]）
  - 妹・夏子（実業家麻生太吉三男・太郎の妻。実業家麻生太賀吉の母。元首相麻生太郎・寛仁親王妃信子の祖母。）[27]
- 妻・多津（東京府士族伊藤道夫叔母。伊藤軍兵衛の孫）
  - 長男・久道
  - 二男・久次（男爵中村貫之の娘婿）
    - 孫・久美子（元首相橋本龍太郎に嫁す）
    - 曾孫・橋本岳（政治家）

  - 二女・英子（実業家伊藤英吉に嫁す）
    - 孫・伊藤公一（伊藤アソシエーツ創業者）